# Hunter (Schiff, 1943)
HMS Hunter (D 80)  war einer der acht Geleitflugzeugträger der Attacker-Klasse der Royal Navy. Die Schiffe waren als Frachtschiffe des Typs C3-S-A1 für amerikanische Reedereien begonnen, dann von der US Navy übernommen und als AVG, dann ACV und schließlich CVE fertiggestellt worden. Sie wurden von der US Navy als Geleitträger der Bogue-Klasse übernommen. Von den 45 in zwei Gruppen fertiggestellten Trägern wurden unmittelbar nach der Fertigstellung 31 im Rahmen des Lend-Lease-Programms an die Royal Navy weitergegeben.
Das als Mormacpenn, dann Block Island (CVE-8) gebaute Schiff wurde am 11. Januar 1943 von der Royal Navy als viertes Schiff der Klasse in Dienst gestellt und erhielt den Namen Hunter zu Ehren des in Narvik verlorengegangenen Zerstörers Hunter.
Der Geleitträger Hunter gehörte im September 1943 mit den drei zuvor fertiggestellten Schwesterschiffen zur „Force V“ vor Salerno, welche die Luftverteidigung des alliierten Landungsraums gewährleistete. Der Träger wurde während des Zweiten Weltkriegs mit den Battle Honours „Salerno 1943“, „Atlantic 1943-44“, „South France 1944“, „Aegean 1944“ und „Burma 1945“ ausgezeichnet.

## Geschichte des Schiffes
Das Schiff wurde am 15. Mai 1941 als Frachtschiff Mormacpenn des Typs C3-S-A1 bei Ingalls Shipbuilding in Pascagoula (Mississippi) begonnen. Ende 1941 übernahm die US Navy das unfertige Schiff und ließ es als Geleitflugzeugträger USS Block Island der Bogue-Klasse fertig stellen. Am 22. Mai 1942 lief das Schiff vom Stapel. Bei seiner Fertigstellung im Januar 1943 wurde das Schiff an die Royal Navy übertragen. Es erhielt nicht den ursprünglich geplanten Namen Trailer, sondern wurde in HMS Hunter (D 80) umbenannt, um an den in Narvik verlorenen Flottenzerstörer Hunter zu erinnern.
Die Geleitflugzeugträger dieser Klasse konnten bis zu 18 Flugzeuge verschiedener Typen an Bord nehmen. Der auf den Frachtschiffsrumpf aufgesetzte Hangar hatte eine Größe von 260 ft. × 62 ft. (79,25 m × 18,9 m). Über zwei Aufzüge von 42 ft. × 34 ft. (12,8 m × 10,3 m) konnten die Maschinen auf das Flugdeck transportiert werden. Das Flugdeck mit seiner Größe von 480 ft. × 70 ft. (146 m × 21 m) wurde an der Steuerbordseite durch einen schmalen Brücken-/Kontrollturm begrenzt. Die Bewaffnung bestand aus zwei einzelnen 4-inch-Mehrzweck-Geschützen, vier 40-mm-Bofors-Flak-Zwillingsgeschützen und 21 20-mm-Oerlikon-Kanonen.
Der neue Geleitträger war nach HMS Attacker (D02), Battler (D18) und Stalker (D90) das vierte Schiff der Bogue- oder Attacker-Klasse in der Royal Navy. Die Hunter begleitete nach den ersten Tests in der Karibik einen amerikanischen Truppengeleitzug einen Teil des Wegs nach Casablanca. In Dundee erfolgte die Anpassung des Schiffes an britische Systeme. Erst im August 1943 begann die endgültige Vorbereitung auf einen operativen Einsatz. Mit der Swordfish-Staffel 834 an Bord sollte das Schiff in das Mittelmeer verlegen. Bei schwerem Wetter wurden etliche Flugzeuge beschädigt und eine Maschine ging über Bord. Der Träger ging zum Clyde zurück, nahm Ersatzmaschinen und zusätzlich die Seafire-Staffel 899 an Bord. Die Hunter begleitete dann das Truppengeleit KMF 22/WS 33 nach Gibraltar.

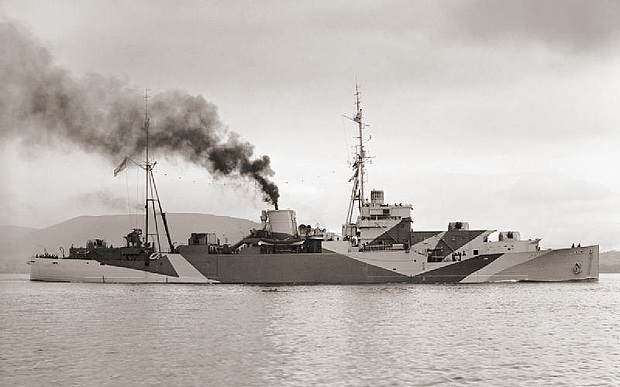
Das Jägerleitschiff Ulster Queen

Dort bildete der Geleitträger mit den drei vorgenannten Schwesterschiffen und der Unicorn die „Force V“, welche die Landungsstreitkräfte bei der ersten Landung alliierter Streitkräfte auf dem italienischen Festland gegen Luftangriffe der Achsenmächte bis zur Schaffung von Landflugplätzen schützen sollten. Diese Trägergruppe wurde von den Flakkreuzern Euryalus, Charybdis und Scylla sowie neun Hunt-Zerstörern, darunter die polnischen Slazak und Krakowiak, geschützt, die mit ihren Geschützen auch die Luftabwehr über dem Landungsraum verstärken sollten. Die Einsatzleitung der Jagdmaschinen erfolgte von dem Jägerleitschiff Ulster Queen.
Über Malta verlegte der Verband mit den Landungsstreitkräften nach Salerno, wo am 9. September 1943 die alliierte Hauptlandung auf dem italienischen Festland stattfand (Operation Avalanche). Alle für den Jagdschutz vor Ort eingesetzten Träger setzten Seafire-LIIc-Maschinen ein, deren Einsatz sich bei den herrschenden Einsatzbedingungen (geringer Wind, geringe Geschwindigkeiten der Träger) als sehr schwierig erwies und zu vielen Unfällen führte. Am 12. konnte die Hunter fünf Maschinen an den gewonnenen Landeplatz bei Paestum abgeben, und am 14. wurde der Geleitträger aus dem Einsatz entlassen. Am 30. September war er wieder in Dundee, um überholt zu werden. Erst im April 1944 war das Schiff wieder einsatzbereit.
Der nächste intensive Einsatz erfolgte im August 1944 bei der alliierten Landung in Südfrankreich (Operation Dragoon) mit ähnlichen Aufgaben wie vor Salerno. Diesmal wurden zwei unterstützende Trägerverbände eingesetzt. Die Hunter diente im zweiten Verband zusammen mit dem Schwesterschiff Stalker und zwei Geleitträgern der US Navy. Gesichert wurde dieser Verband durch die beiden alten britischen Flakkreuzer Caledon und Colombo und sechs Zerstörer der US Navy. Bei diesem Einsatz zogen sich die Trägerverbände nachts vom Landungsraum nach Sardinien zurück. Während dieses Einsatzes gaben die erneut eingesetzten Seafire wegen der geringeren deutschen Luftwaffenpräsenz nicht nur Jagdschutz, sondern auch Bodenunterstützung, für den die Bordstaffel 807 seit dem Frühjahr auch ausgebildet war. Am 27. August wurde der Geleitträger nach dreizehn Tagen Einsatz von der Unterstützung der Landungskräfte abgezogen und kam ab dem 30. August 1944 bei der „British Aegean Force“ zum Einsatz. Am 31. Oktober wurde der Geleitträger nach drei längeren Einsätzen in der Ägäis zusammen mit den Schwesterschiffen Attacker und Stalker aus dem Verband entlassen und kehrte nach Großbritannien zurück.

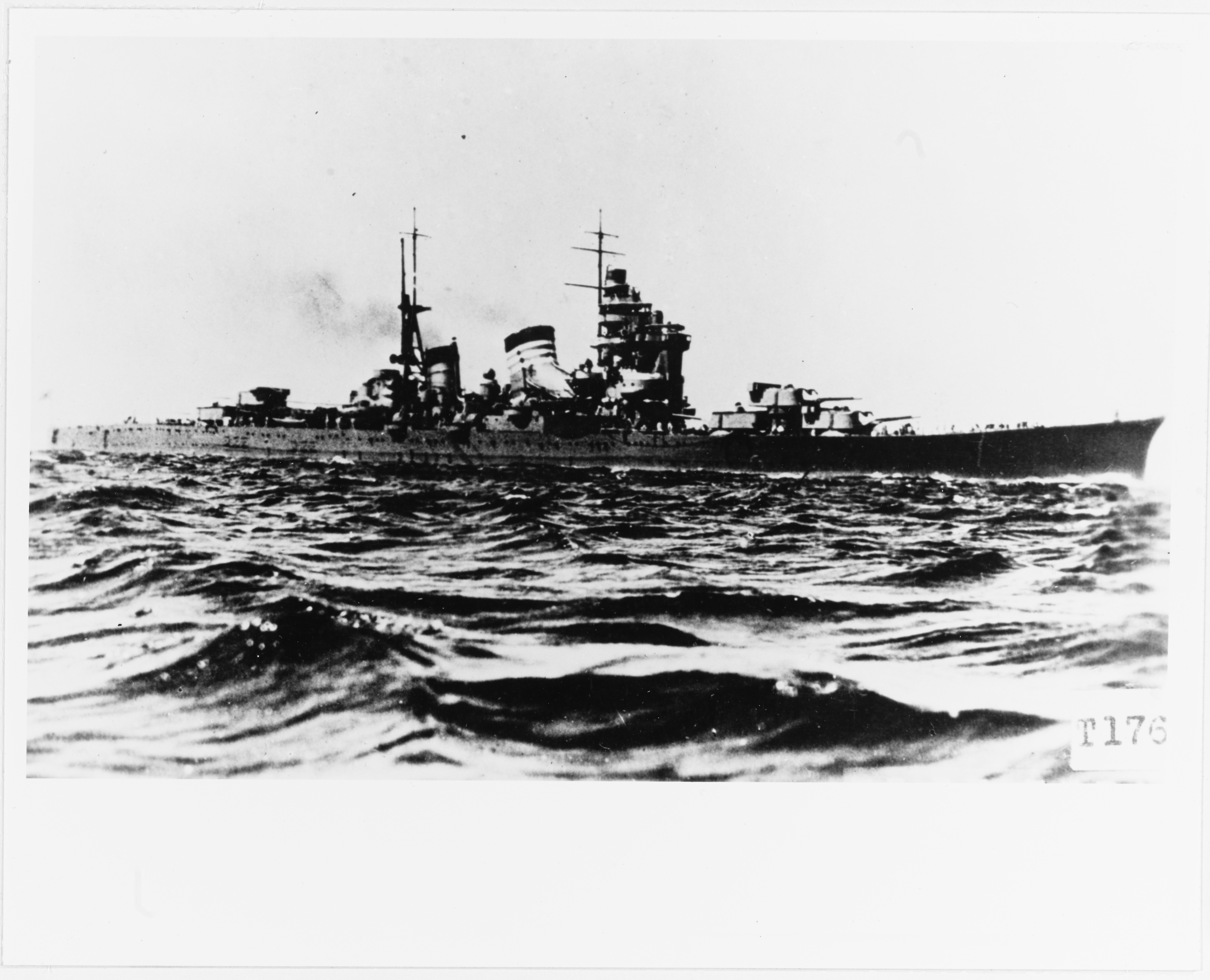
Der japanische Schwere Kreuzer Haguro

Das überholte Schiff trat am 21. Februar 1945 die Reise nach Ceylon zur Eastern Fleet an, wo es am 8. März zur „21st Aircraft Carrier Squadron“ mit dem Flakkreuzer Royalist und den Geleitträgern Stalker und Khedive kam. Der Verband unterstützte die geplante Landung der Alliierten bei Rangoon, die ab dem 2. Mai 1945 erfolgte. Mitte des Monats begleitete der Geleitträger einen alliierten Schiffsverband, der japanische Schiffe abfangen sollte, welche die Andamanen und Nikobaren evakuierten. Avenger-Bomber des zum Verband gehörenden Geleitträgers Emperor entdeckten den in der Nähe operierenden Schweren Kreuzer Haguro, der schließlich von den britischen Begleitzerstörern in der Nacht gefunden und mit Torpedos versenkt wurde.
Im Juni und Juli 1945 transportierte die Hunter mit dem Schwesterschiff Attacker Flugzeuge von Ceylon nach Burma, um Angriffsverbände für den weiteren Vormarsch nach Malaya zu bilden. Die geplanten weiteren Angriffsoperationen unterblieben jedoch wegen amerikanischer Einwände. Die Entwicklung im Fernen Osten mit den Abwürfen der amerikanischen Atombomben und die Radioansprache des Tenno an das japanische Volk führten zum Verzicht auf weitere Angriffsoperationen. Die vornehmlich britischen Verbände rückten über Penang nach Singapur vor, wo die Japaner jeweils kapitulierten.

## Nachkriegsgeschichte
Nach Anwesenheit bei der formalen Kapitulation der Japaner in Singapur kehrte die Hunter nach Großbritannien zurück. Dort wurde die britische Ausrüstung wieder von Bord gegeben und das Schiff dann Ende 1945 wieder in die USA überführt und am 29. Dezember 1945 zurückgegeben.

Wieder zu einem Frachtschiff mit Turbinenantrieb in Mobile mit 8526 BRT und 12.828 tdw umgebaut, kam das Schiff am 17. Januar 1947 als Almdijk für die Holland Amerika Lijn in Dienst. Im Oktober 1965 wurde das Schiff nach Spanien zum Abbruch verkauft, der in Valencia erfolgte.